# Rreze Abdullahu
Rreze Abdullahu, född 10 april 1989 i Ferizaj i Kosovo i dåvarande Jugoslavien, är en albansk författare från Kosovo. Hon är mest känd för sin krigstida dagbok som skrevs under Kosovokriget 1999. Hon jämförs med Anne Frank. Dagboken är skriven på den nordalbanska dialekten gegiska.

### Fotnoter
1. ↑  Telegrafi.com, "Rreze Abdullahu, Ana Franku e Kosovës" Arkiverad 13 november 2014 hämtat från the Wayback Machine. den 6 januari 2013 (läst den 13 november 2014)